# Alegría Bendayán de Bendelac
Alegría Bendayán de Bendelac (Caracas, Venezuela, 19 de abril de 1928-Kew Gardens, Estados Unidos, 5 de abril de 2020) fue una filóloga, profesora universitaria, escritora y poeta judía venezolana. Durante su carrera estudió la cultura sefardí y la lengua judeo-española del norte de Marruecos, Haquetía. Fue profesora de francés en la Universidad de Pensilvania y publicó varias obras acerca de las tradiciones sefardíes y diccionarios en esta lengua.

## Biografía
Alegría Bendayán de Bendelac fue la cuarta de cinco hermanos, hija de inmigrantes marroquíes provenientes de Tetúan que arribaron a Villa de Cura, estado Aragua. Sus padres fueron  Abraham Bendayan y Rachel Cohen de Bendayan. Pronto sus padres se establecieron como comerciantes y luego se establecieron en Caracas. Se casó con Rafael Bendelac el 24 de junio de 1953. La pareja tuvo dos hijas, Mercedes y Lisita.
En 1963 emigró a Nueva York, donde empezó a trabajar como profesora de francés en escuelas. Se licenció en Francés en la Universidad de Columbia y obtuvo un doctorado en literatura francesa en la universidad. Tras titularse empezó a dar clases en la Universidad de Fordham y luego ingresó a la Universidad de Penn State donde se ha desempeñado. Entre sus obras destacan diccionarios e investigaciones históricas de las lenguas y tradiciones sefardíes, también ha escrito poesía. Murió de causas naturales a los noventa y un años en Kew Gardens, Nueva York.

## Obras
- Diccionario del Judeoespañol de Los Sefardíes del Norte de Marruecos: Jaquetía Tradicional y Moderna (1995)[9]
- Diccionario del Judeo-Español de los Sefardíes del Norte de Marruecos (Jaquetía) (2004)
- Voces Jaquetiescas (1990)[9]

- Los Nuestros. Sejiná, Letuarios, Jaquetía y Fraja. Un retrato de los sefardíes del Norte de Marruecos a través de sus recuerdos y su lengua (1860-1984) (1987)[10][11]

- Structures du rêve et de la realité dans Sylvie (1975)[12]
- Typical Sephardic weddings in Tangier, Morocco (c.1930-c.1950) (1986)
- Tourmaline I
- Tourmaline II (1973)[12]
- Mosaique: Une enfance juive a Tanger (1930-1945)[12]